# Drimia calcarata
Drimia calcarata là một loài thực vật có hoa trong họ Măng tây. Loài này được (Baker) Stedje mô tả khoa học đầu tiên năm 1987.